# Alf Bande
Alf Kristian Bande, född 27 november 1916 i Karlskoga församling, död 4 november 2006, var en svensk journalist och författare. Under ett flertal decennier publicerade han böcker och artiklar om sin hembygds historia.

## Biografi
Bande var son till Jakob Kristian Bande och Sigrid Albertina Olsson. Han var under åren 1932–1950 anställd vid vapentillverkaren Bofors AB, bland annat som montör på den automatiska luftvärnskanonen "Fyrtian". Därefter var han verksam som journalist i 18 år på Nerikes Allehanda och drygt 20 år på Karlskoga Tidning. För sina journalistiska insatser, liksom för hans skildrande av hembygdens historia, belönades Bande med Karlskoga kommuns kulturpris.
Bande var hedersordförande i SPF Seniorerna.
Bande dog 89 år gammal och begravdes på Skogskyrkogården i Karlskoga.